# Tigrioides grisescens
Tigrioides grisescens là một loài bướm đêm thuộc phân họ Arctiinae, họ Erebidae.